# سرخداریان
سُرخداریان (Taxaceae) تیره‌ای از کاج‌سانان با شش سرده و سی گونه درختی یا درختچه‌ای دوپایه و همیشه‌سبز که عمدتاً در نیمکره شمالی پراکنده هستند؛ شاخه‌های این گیاهان از برگ‌های متناوب سوزنی پوشیده شده‌است و دانه‌های معمولاً منفرد آن‌ها دارای دانه‌پوشی است که حیوانات آن را می‌خورند و به این ترتیب دانه‌ها منتشر می‌شوند.